# Jatobá do Piauí
Jatobá do Piauí è un comune del Brasile nello Stato del Piauí, parte della mesoregione del Centro-Norte Piauiense e della microregione di Campo Maior.